# Йозеф Кадраба
Йозеф Кадраба (чеськ. Josef Kadraba; 29 вересня 1933, Ржевнічов — 5 серпня 2019) — чехословацький футболіст, що грав на позиції нападника.
Виступав, зокрема, за клуби «Спарта» (Прага), «Кладно» та «Славія», а також національну збірну Чехословаччини, з якою став фіналістом чемпіонату світу 1962 року.

## Клубна кар'єра
Вихованець «Сокола» (Раковник), а на дорослому рівні розпочав грати у клубі «Слован», де грав у 1953 році, після чого проходив військову службу у столичному клубі «Танкіста».
З 1955 року грав у «Спарті» (Прага), що тоді носила назву «Спартак Прага Соколово». Відіграв за празьку команду наступні три сезони своєї ігрової кар'єри.
З 1958 року грав у клубі другого дивізіону «СОНП Кладно», якому допоміг 1960 року вийти у вищий дивізіон. Всього провів за команду вісім років своєї кар'єри гравця.
З 1965 року два сезони захищав кольори команди клубу «Славія». За цей час зіграв 114 матчів і забив у них 46 голів. Коли команда зупинилася в 1967 році на зворотній мандрівці з Ізраїлю у Відні, Кадраба залишився в Австрії, де мав право на проживання на п'ять років, проте в нього не було дозволу на гру в професійний футбол.
В результаті Кадраба грав за клуб «Гінтереггер» у лізі Відня. У 1971 році команда вийшла до Регіоналліги, а потім і до другого за рівнем дивізіону Австрії. Коли термін прописки закінчився в 1972 році, Кадраба залишився в Австрії і був заочно засуджений до двох років ув'язнення. Через деякий час Кадраба став громадянином Австрії. З 1973 по 1979 рік Кадраба виступав за «Слован» (Відень), клуб чеської громади Відня і завершив ігрову кар'єру лише у віці 46 років.

## Виступи за збірну
12 жовтня 1958 року дебютував в офіційних матчах у складі національної збірної Чехословаччини в грі проти Болгарії.
У складі збірної був учасником чемпіонату світу 1962 року у Чилі, де зіграв у трьох матчах і разом з командою здобув «срібло».
Всього рротягом кар'єри у національній команді, яка тривала 6 років, провів у формі головної команди країни 17 матчів, забивши 9 голів.

## Титули і досягнення
- Віце-чемпіон світу: 1962